# Ambassade d'Égypte au Togo
 (octobre 2015).
L'ambassade d'Égypte au Togo est la représentation diplomatique de la République arabe d'Égypte en République togolaise. Elle est située à Lomé, la capitale du pays, et son ambassadeur est Ahmed El Sammawi.

## Ambassadeurs d'Égypte au Togo
| De           | A            | Ambassadeur       |
| ------------ | ------------ | ----------------- |
| 2009         | Février 2013 | Mortada Lashin    |
| Avril 2013   | Février 2015 | Mohamed El-Nokaly |
| Février 2015 | 2018         | Karim Sherif      |
| 2018         |              | Hossam Hussien    |